# Liste der denkmalgeschützten Objekte in Finkenstein am Faaker See
Die Liste der denkmalgeschützten Objekte in Finkenstein am Faaker See enthält die 29 denkmalgeschützten, unbeweglichen Objekte der Gemeinde Finkenstein am Faaker See.

## Denkmäler
| Foto  |                 | Denkmal                                                                               | Standort                                                    | Beschreibung | Metadaten |
| ----- | --------------- | ------------------------------------------------------------------------------------- | ----------------------------------------------------------- | --- | --- |
| ja    | Datei hochladen | Kath. Filialkirche hl. Gregor HERIS-ID: 55032 Objekt-ID: 63510                        | gegenüber St. Gregor-Weg 18 Standort KG: Ferlach            | Ursprünglich Filialkirche der Pfarre Maria Gail. Seit 1751 war sie Filiale der Pfarre Latschach und wurde bei der Pfarrregelung unter Kaiser Josef II. der Kuratie Petschnitzen zugewiesen. Die gotische Dorfkirche wird 1659 erstmals urkundlich erwähnt. In einem Messbuch aus dem Jahre 1601 scheint der Name der Kirche als Unterwrolach auf. Östlich über dem Langhaus befindet sich ein Dachreiter mit Spitzhelm, an der Nordseite barocker Sakristeianbau. Neu gemauerte Vorhalle mit einer Gedenkstätte für die Opfer des Zweiten Weltkrieges; nördlich neuer Emporenaufgang. Am Langhaus, sowie im Chor findet man Spitzbogenfenster. Langhaus dreijochig, Flachtonne mit Stichkappen, in der Barockzeit eingebaut. Gemauerte Westempore auf zwei Säulen, eingezogener Triumphbogen, Chor einjochig, Gewölbe mit Rippenstern. Der Schlussstein trägt eine Rose, das Wappen der Fürsten Rosenberg von Rosegg. Unterferlach gehörte zur Herrschaft (der Raser) Rosegg. Nördlich zur Sakristei ein Segmentportal. | BDA-Hist.: Q38063409 Status: § 2a Stand der BDA-Liste: 2025-06-30 Name: Kath. Filialkirche hl. Gregor GstNr.: .92 Filialkirche St. Gregor, Unterferlach                            |
| ja    | Datei hochladen | Kath. Pfarrkirche hl. Martin und Friedhof HERIS-ID: 57683 Objekt-ID: 67946            | Petschnitzen Standort KG: Ferlach                           | Im südlichen Ortsteil von Petschnitzen gelegen. Urkundliche Erwähnung 1283 und 1504; Restaurierung 1974. 1996 Umgestaltung des Altarraumes, Eindeckung Vorhallendach. Kleine spätgotische, barockisierte Anlage mit eingezogenem Chor mit zweifach gestuften Strebepfeilern, mächtiger Südturm mit abgefasten rundbogigen Schallöffnungen und Spitzgiebelhelm. Barocker Langhausbau. Im Turmerdgeschoß ein erneuertes Sakristeiportal. Kleine Vorhalle mit Kriegergedenkstätte und gemauertem Emporenaufgang. Fenster am Langhaus rundbogig; nur am Chor ein Spitzbogenfenster. Westportal mit geradem Sturz. Wandmalerei, bezeichnet 1504. Südlich außen am Chor Fragmente: heiliger Christophorus, Verkündigungsmaria; an einem Strebepfeiler zwei stehende Heilige übereinander, mit Stifter. Unter dem vorgezogenen Dach Streifen mit Fragmenten spätgotischer Herzblattornamentik. | BDA-Hist.: Q38077897 Status: § 2a Stand der BDA-Liste: 2025-06-30 Name: Kath. Pfarrkirche hl. Martin und Friedhof GstNr.: .15, 285, 284 Pfarrkirche Petschnitzen                   |
| ja BW | Datei hochladen | Badeanlage Inselbad HERIS-ID: 35636 Objekt-ID: 34430                                  | Faaker-See-Insel Standort KG: Faak                          | 1930 für das Inselhotel (Besitzer Ludwig Wittgenstein, der Onkel des gleichnamigen Philosophen) von Josef Wurzer nach Plänen von Franz Baumgartner errichtet. Langgestreckter, verbauter Holzskelettbau, durch dreigeschoßigen, fast würfelförmigen Mitteltrakt mit hohen, der Treppenanlage folgenden Bogenöffnungen akzentuiert, an den seitliche schmale, zweigeschoßige Kabinentrakte anschließen. Mitteltrakt mit einem von vier Giebeln betonten Zeltdach, die Seitenflügel mit Seitendächern gedeckt. Bedeutendes Baudokument der Badekultur der Zwischenkriegszeit. | BDA-Hist.: Q37965717 Status: Bescheid Stand der BDA-Liste: 2025-06-30 Name: Badeanlage Inselbad GstNr.: 2066                                                                       |
| ja    | Datei hochladen | Kath. Filialkirche Hl. Dreifaltigkeit HERIS-ID: 64991 Objekt-ID: 77797                | bei Karawankenweg 2 Standort KG: Faak                       | Auf einem Hügel am östlichen Ortsrand gelegen. Urkundlich 1659; Restaurierung 1969. Chorturmkirche im Kern Ende 15. Jahrhundert mit Pfeilervorlaube und nördlich und südlich Kapellenanbauten drittes Viertel des 17. Jahrhunderts mit 5/8-Schluss am mittleren Joch des Langhauses. Am Turm spitzbogige Schallfenster, darüber Spitzgiebelhelm. Die Sakristei ist östlich an den Chor angebaut. Nordportal rundbogig; spätgotisch. Spitzbogenportal im Westen. Links davon steinerner Opfertisch. Langhausfassaden mit bemerkenswertem barockem, zweigeschoßigen Silhouettenpilasterdekor um 1680. Nordfassade Feiertagschristus Ende 15. Jahrhundert. | BDA-Hist.: Q38108884 Status: § 2a Stand der BDA-Liste: 2025-06-30 Name: Kath. Filialkirche Hl. Dreifaltigkeit GstNr.: .91 Filialkirche hl. Dreifaltigkeit, Pogöriach (Finkenstein) |
| ja    | Datei hochladen | Kath. Filialkirche hl. Georg HERIS-ID: 53595 Objekt-ID: 61588                         | bei Kirchenweg 15 Standort KG: Faak                         | Am Nordrand des Ortes gelegen. Urkundliche Erwähnung 1486. Gotische Kirche von der ersten Hälfte des 15. Jahrhunderts. Mächtiger Turm im südlichen Chorwinkel, im Untergeschoß Sakristei; Spitzgiebelhelm, spitzbogige Schallfenster, darunter Mauerschlitze. 1996 Außenrestaurierung des Turmes. Am Langhaus kantige Strebepfeiler, die westlich übereck gestellt sind; zweiteilige Lanzettfenster mit ursprünglichem Maßwerk. Am Chor wuchtige, zweifach abgetreppte Strebepfeiler. Drei zweiteilige Lanzettfenster mit ursprünglichem Mittelsteg, Maßwerk aus Holz ergänzt; neue Verglasung. Westlich offene Pfeilervorhalle in Schiffbreite. Spätgotisches Westportal, spitzbogig, doppelt gekehlt. Spätgotisches Südportal, spitzbogig, doppelt gekehlt. Über dem Südportal stark verblasstes Christopherusfresko Anfang 16. Jahrhundert, restauriert 1955 und 1999. Beim Westportal nachbarocke Fresken: Maria auf der Mondsichel und heiliger Georg.                                                             | BDA-Hist.: Q38057721 Status: § 2a Stand der BDA-Liste: 2025-06-30 Name: Kath. Filialkirche hl. Georg GstNr.: .4 Filialkirche Heiliger Georg, Faak am See                           |
| ja    | Datei hochladen | Aufnahmsgebäude HERIS-ID: 59164 Objekt-ID: 70182                                      | Seeufer-Landesstraße 22 Standort KG: Faak                   | Aufnahmsgebäude errichtet 1906, zweigeschoßiges Gebäude über rechteckigem Grundriss, mittig situierter Quergiebel, Steinfassade, einfache Fensterumrahmungen, an Schmalseite Holzbalken mit Pultdach, Krüppelwalmdach. Moderne Fenster, sonst komplett erhalten. | BDA-Hist.: Q38086117 Status: Bescheid Stand der BDA-Liste: 2025-06-30 Name: Aufnahmsgebäude GstNr.: 2043/8 Aufnahmsgebäude Bahnhof Faak am See                                     |
| ja    | Datei hochladen | Kath. Pfarrkirche hl. Michael und Friedhof HERIS-ID: 53718 Objekt-ID: 61733           | Fürnitz Standort KG: Fürnitz                                | Das Langhaus stammt im Kern von einer romanischen Kirche des 12. Jahrhunderts, der Turm im Kern aus der 1. Hälfte 13. Jahrhundert, der kreuzgratgewölbte Chor mit 4/6-Schluss aus dem 14. Jahrhundert. Der Hauptaltar stammt von Mitte des 18. Jahrhunderts, die Seitenaltäre von 1700. An der Friedhofsmauer mit barocken Torbauten ist ein Michaelsfresko. | BDA-Hist.: Q38058183 Status: § 2a Stand der BDA-Liste: 2025-06-30 Name: Kath. Pfarrkirche hl. Michael und Friedhof GstNr.: .63, 589 Pfarrkirche Heiliger Michael, Fürnitz          |
| ja    | Datei hochladen | Dorfkapelle HERIS-ID: 65005 Objekt-ID: 77812                                          | bei Oberrainer Straße 45 Standort KG: Fürnitz               | Die Dorfkapelle, ein Bau auf quadratischem Grundriss mit polygonalem Dachreiter, wurde 1792 errichtet. Die Portalzone ist repräsentativ gestaltet. Der Innenraum ist mit einem Platzlgewölbe überwölbt und über dem Altar befindet sich ein Kruzifix. | BDA-Hist.: Q38108947 Status: Bescheid Stand der BDA-Liste: 2025-06-30 Name: Dorfkapelle GstNr.: .8                                                                                 |
| ja    | Datei hochladen | Kriegerdenkmal HERIS-ID: 64994 Objekt-ID: 77800                                       | Fürnitz, Rosentalstraße Standort KG: Fürnitz                | Das Kriegerdenkmal für die Gefallenen des Ersten Weltkrieges wurde im September 1921 eingeweiht und befindet sich auf einem dreistufigen Podest. Das Monument besteht aus einem kleinen Obelisk und darunter ein Postament mit weißen Reliefplatten, die einen Soldaten und einen Adler darstellen. Die deutsche Inschrift lautet „Den Helden von 1914–1918“, die slowenische „Zvest spomin našim padlim“ (übersetzt: „In treuer Erinnerung an unsere Gefallenen“). | BDA-Hist.: Q38108914 Status: § 2a Stand der BDA-Liste: 2025-06-30 Name: Kriegerdenkmal GstNr.: 589                                                                                 |
| ja    | Datei hochladen | Kath. Filialkirche hl. Lorenz HERIS-ID: 53859 Objekt-ID: 61923                        | bei Hauptstraße 6 in Gödersdorf Standort KG: Gödersdorf     | Der kreuzgratgewölbte Chor ist im Kern spätgotisch, das barocke Langhaus wurde 1965 bis 1968 um einen saalartigen Neubau erweitert. Der Hauptaltar stammt von Johannes Merckh von 1756, die Seitenaltäre sind etwa gleich alt. | BDA-Hist.: Q38058684 Status: § 2a Stand der BDA-Liste: 2025-06-30 Name: Kath. Filialkirche hl. Lorenz GstNr.: .55 Filialkirche hl. Lorenz, Gödersdorf, Finkenstein am Faaker See   |
| ja    | Datei hochladen | Schloss Neufinkenstein HERIS-ID: 35572 Objekt-ID: 34355                               | Schloßrainweg 8 Standort KG: Gödersdorf                     | Das Schloss Neufinkenstein ist ein zweigeschoßiger Bau auf rechteckigem Grundriss, der von einem Walmdach gedeckt wird. Errichtet wurde er in den Jahren 1794/95. Die zwei mächtigen Rustikaportale aus Marmor stammen aus der Burg Landskron und sind aus der 2. Hälfte des 16. Jahrhunderts. Eine breite sechsjochige Halle, von einem Kreuzgratgewölbe überwölbt, führt in der Mittelachse direkt durch den Bau. Einige Räume im Obergeschoß zeigen noch Stuckrahmendecken aus der Bauzeit. | BDA-Hist.: Q37965347 Status: Bescheid Stand der BDA-Liste: 2025-06-30 Name: Schloss Neufinkenstein GstNr.: 457                                                                     |
| ja    | Datei hochladen | Wirtschaftsgebäude von Schloss Neufinkenstein HERIS-ID: 35573 Objekt-ID: 34356        | Schloßrainweg 8 Standort KG: Gödersdorf                     | | BDA-Hist.: Q37965362 Status: Bescheid Stand der BDA-Liste: 2025-06-30 Name: Wirtschaftsgebäude von Schloss Neufinkenstein GstNr.: 457                                              |
| ja    | Datei hochladen | Schule, Stiegerhof, Nagersch(n)igghof, ehem. Schloss HERIS-ID: 36045 Objekt-ID: 34899 | Obertechanting, Stiegerhofstraße 20 Standort KG: Gödersdorf | Nagersch(n)igghof. Edelmannsitz, seit 1951 im Besitz des Landes Kärnten, heute Sitz einer landwirtschaftlichen Fachschule. Rechteckig angelegter, zweigeschoßiger Bau aus den achtziger Jahren des 16. Jahrhunderts (Malborgheter Eisengewerkenfamilie Paul). Krüppelwalmdach 20. Jahrhundert. Wuchtiges Rustikaportal, darüber 2 Reliefköpfe. Im 2. Geschoß Renaissancedoppelfenster in Marmor. Darüber Jahreszahl 1585. An der Nordseite Balkonvorbau. An der West- und Ostfront sowie an den Ecken ornamentale Sgraffitomalereien, Süd- und Ostfassade mit Sgraffitodekor von 1583, restauriert 1996, Nord- und Westfassade restauriert 1997, Im Westen niedriger Anbau als Verbindungstrakt zu großem Neubau. Im Inneren im Untergeschoß gratige Gewölbe mit Stichkappen. Ehemalige reiche innenarchitektonische Ausstattung in Holz, um 1589 von Tischlermeister Urban Holzwurm (Villach), 1920 mit vielen Einrichtungsgegenständen verkauft; heute im Museum von Philadelphia (USA).                              | BDA-Hist.: Q37968639 Status: Bescheid Stand der BDA-Liste: 2025-06-30 Name: Schule, Stiegerhof, Nagersch(n)igghof, ehem. Schloss GstNr.: 834                                       |
| ja    | Datei hochladen | Ehem. Gewerkenhaus in Müllnern HERIS-ID: 62022 Objekt-ID: 74527                       | Müllnern, Warmbaderstraße 38 Standort KG: Gödersdorf        | Das ehemalige Gewerkenschloss entstand in Zusammenhang mit einem Ende des 16. Jahrhunderts gegründeten Hammerwerk. | BDA-Hist.: Q38098534 Status: Bescheid Stand der BDA-Liste: 2025-06-30 Name: Ehem. Gewerkenhaus in Müllnern GstNr.: .16                                                             |
| ja    | Datei hochladen | Kath. Filialkirche hl. Radegund HERIS-ID: 64993 Objekt-ID: 77799                      | bei Florianistraße 17 Standort KG: Gödersdorf               | Die kleine gotische Dorfkirche mit Vorlaube und netzrippengewölbtem Chor mit 3/8-Schluss wurde barockisiert. Der Hauptaltar ist ein Fragment aus dem späten 17. Jahrhundert, mit neugotischer Figur. Am spätbarocken Seitenaltar sind Figuren aus dem 15. und 16. Jahrhundert. | BDA-Hist.: Q38108894 Status: § 2a Stand der BDA-Liste: 2025-06-30 Name: Kath. Filialkirche hl. Radegund GstNr.: .75 Filialkirche hl. Radegund, Techanting (Finkenstein)            |
| ja    | Datei hochladen | Burgruine Altfinkenstein HERIS-ID: 35485 Objekt-ID: 34249                             | Altfinkenstein 14 Standort KG: Greuth                       | Die 1142 erstmals erwähnte Burg ist in den ältesten Mauerteilen romanisch mit späteren spätgotischen Umbauten in der zweiten Hälfte des 15. Jahrhunderts. Die 15 Meter lange, bis in die Höhe des 2. Geschoßes erhaltene Westwand des Palas ist durch flache Kielbogennischen und Wandvorlagen mit Runddiensten gegliedert, außerdem weist sie vier profilierte Kielbogenfenster auf. | BDA-Hist.: Q1015289 Status: Bescheid Stand der BDA-Liste: 2025-06-30 Name: Burgruine Altfinkenstein GstNr.: .15, 8/1, 14/1, .16/1, .16/2 Burgruine Finkenstein                     |
| ja    | Datei hochladen | Kath. Filialkirche Hl. 3 Könige HERIS-ID: 57687 Objekt-ID: 67950                      | gegenüber Untergreuth 12 Standort KG: Greuth                | Die gotische Dorfkirche des 15. Jahrhunderts hat einen mächtigen Westturm mit Vorhalle im Untergeschoß. An der Tür des spitzbogigen Westportals sind gotische Bandbeschläge. Wandmalereien (Christophorus, Kreuzigung) an der Langhaus-Nordseite aus dem 16. Jahrhundert sind verblasst. Am Hauptaltar (Mitte 18. Jahrhundert) ist eine Figurengruppe Anbetung der Könige. | BDA-Hist.: Q38077939 Status: § 2a Stand der BDA-Liste: 2025-06-30 Name: Kath. Filialkirche Hl. 3 Könige GstNr.: .110                                                               |
| ja    | Datei hochladen | Kath. Filialkirche hl. Agnes HERIS-ID: 57682 Objekt-ID: 67945                         | Korpitsch Standort KG: Korpitsch                            | Die kleine gotische Kirche hat einen hölzernen Dachreiter und eine Pfeilervorhalle. Das Spitzbogenportal ist mit 1685 bezeichnet; etwa aus dieser Zeit stammen auch die Altäre (mit Figuren unterschiedlichen Alters) und der im Chor eingemauerte Schrank. An der Langhausnordwand ist ein Christophorusfresko, vermutlich aus dem 16. Jahrhundert. | BDA-Hist.: Q38077888 Status: § 2a Stand der BDA-Liste: 2025-06-30 Name: Kath. Filialkirche hl. Agnes GstNr.: 1044/29 Filialkirche hl. Agnes, Korpitsch (Finkenstein)               |
| ja    | Datei hochladen | Kath. Filialkirche hl. Job und Friedhof HERIS-ID: 54685 Objekt-ID: 63055              | St. Job Standort KG: Korpitsch                              | Die Kirche ist ein gotischer Bau von Ende des 15. Jahrhunderts, mit einem mächtigen viergeschoßigen Turm im südlichen Chorwinkel, kreuzrippengewölbtem Chor, Eisentür im spitzbogigen Portal zur Sakristei, und Freskenfragmenten im Gewölbe. Die Kirche wurde barockisiert, darauf gehen u. a. die Bezeichnung 1731, der Zwiebelhelm, die Vorlaube und die Wandmalerei (Marienkrönung) im Inneren an der nördlichen Langhauswand zurück. Der bemerkenswerte Hauptaltar ist von 1688, die Seitenaltäre wenige Jahre jünger. Die Umfassungsmauer um die Kirche hat an drei Seiten Portalaufbauten und in einer Ecke eine kleine Kapelle aus dem 18. Jahrhundert mit Malereiresten. | BDA-Hist.: Q38061938 Status: § 2a Stand der BDA-Liste: 2025-06-30 Name: Kath. Filialkirche hl. Job und Friedhof GstNr.: 397/3                                                      |
| ja    | Datei hochladen | Kath. Pfarrkirche hl. Ulrich und Friedhof HERIS-ID: 54192 Objekt-ID: 62362            | Latschach am Faakersee Standort KG: Latschach am Faakersee  | Die Kirche wurde 1752 bis 1762 errichtet. Die Westfassade mit geschwungenem Giebel hat einen Fassadenturm über dem Mittelportal. In den Seitenschiffen sind je drei Kapellen. Die Wandmalereien (Scheinarchitektur in der Apsis, Evangelisten über den Emporefenstern, Mariae Himmelfahrt im südlichen Seitenschiff) stammen aus der Erbauungszeit der Kirche. Kanzel (von Joseph Kapfer, mit Figuren von Josef Mayer), Hauptaltar (von Johann und Rudolf Vasser) und die Altäre in den Seitenkapellen stammen jeweils aus dem letzten Drittel des 18. Jahrhunderts. | BDA-Hist.: Q38059929 Status: § 2a Stand der BDA-Liste: 2025-06-30 Name: Kath. Pfarrkirche hl. Ulrich und Friedhof GstNr.: .122, 1029 Pfarrkirche Heiliger Ulrich, Latschach        |
| ja    | Datei hochladen | Kath. Filialkirche hl. Gregor HERIS-ID: 57680 Objekt-ID: 67942                        | bei Goritschach 14 Standort KG: Mallestig                   | Am Südende des Ortes in isolierter Lage. Kleines spätgotisches Dorfkirchlein mit romanischem Mauerwerk. 1988 Freilegung eines romanischen Rechteckchores. Eingezogener, niedrigerer Chor mit polygonalem Schluss; östlich hölzerner Dachreiter mit Spitzgiebelhelm. Pfeilervorhalle. Nördlich und südlich je ein großes und kleines gotisches Fenster, teilweise barockisiert. Am Chor Spitzbogenfenster, neu verglast. Eindeckung einheitlich mit Schindeln. Abgefastes spätgotisches Rundbogenportal im Westen. 1988 Freskenfund: An der Südfassade Darstellung eines Hahnes und Fragmente eines betenden Mannes; an der Westseite Hand über einer Opfernische (16. Jahrhundert). | BDA-Hist.: Q38077869 Status: § 2a Stand der BDA-Liste: 2025-06-30 Name: Kath. Filialkirche hl. Gregor GstNr.: .74 Filialkirche hl. Stefan, Goritschach (Finkenstein)               |
| ja    | Datei hochladen | Kath. Filialkirche hl. Kanzian HERIS-ID: 57681 Objekt-ID: 67943                       | Goritschach Standort KG: Mallestig                          | Malerisch auf dem Felshügel des Kanzianibergs gelegen. Urkundlich bereits 1301 erwähnt. Einheitlicher gotischer Bau aus der zweiten Hälfte des 15. Jahrhunderts, mit schmalem, hohem Langhaus. Achtseitiger, schlanker Südturm über quadratischem Erdgeschoß mit rundbogigen Schallfenstern und barockem Zwiebelhelm mit Laterne, am unteren Teil des Turms Rippen und Maßwerk; eine Inschrift-Tafel mit Bezeichnung 1586. Westliche Pfeilervorlaube. Am Langhaus und Chor kantige Strebepfeiler und zweiteilige Lanzettfenster mit ursprünglichem Maßwerk. Gekehlte Spitzbogenportale im Süden und Westen. Außen an der Nordwand verblasstes Christopherusfresko, spätgotisch. Südlich vom Westportal Fragment hll. Kanzian, Kanzianus und Kanzianilla, in illusionistischem Rahmenfeld, Ende 15. Jahrhundert (?). Auf den westlichen Strebepfeilern ein römerzeitliches Schreiberrelief (CSIR II/3,273) beziehungsweise ein Opferdienerinrelief (CSIR II/3, 185), beide von Grabbauten.                               | BDA-Hist.: Q38077879 Status: § 2a Stand der BDA-Liste: 2025-06-30 Name: Kath. Filialkirche hl. Kanzian GstNr.: .66 Filialkirche Kanzianiberg, Finkenstein am Faaker See            |
| ja    | Datei hochladen | Kreuzweg HERIS-ID: 65003 Objekt-ID: 77810                                             | Goritschach Standort KG: Mallestig                          | Die Kreuzwegstationen wurden 1780 errichtet. Zum Schutz einer Kreuzigungsgruppe wurde 1887 eine Kapelle gebaut. | BDA-Hist.: Q38108938 Status: § 2a Stand der BDA-Liste: 2025-06-30 Name: Kreuzweg GstNr.: 840/12, 846, 850                                                                          |
| ja    | Datei hochladen | Höhensiedlung Kanzianiberg HERIS-ID: 46766 Objekt-ID: 48942                           | Kanzianiberg Standort KG: Mallestig                         | Ehemalige neolithische Siedlung im Westen auf mehreren kleinen Terrassen. Mitte 3. Jahrtausend vor Christus. Durch Oberflächenfunde und Toranlage gesichertes römerzeitliches Kastell, über spät-hallstattzeitlichen und antiken Vorgängerbauten im 4. Jahrhundert nach Christus errichtet und im 6. Jahrhundert aufgegeben. | BDA-Hist.: Q38023574 Status: Bescheid Stand der BDA-Liste: 2025-06-30 Name: Höhensiedlung Kanzianiberg GstNr.: 846, 850                                                            |
| ja    | Datei hochladen | Hügelgräberfeld Kanzianiberg HERIS-ID: 112164 Objekt-ID: 130231                       | Kanzianiberg Standort KG: Mallestig                         | Das Hügelgräberfeld umfasst etwa 50 kleine Grabhügel. Die ältesten Gräber sind aus der jüngeren Eisenzeit (6. Jahrhundert v. Chr.), die jüngsten aus dem Beginn der Keltenzeit. | BDA-Hist.: Q37829015 Status: Bescheid Stand der BDA-Liste: 2025-06-30 Name: Hügelgräberfeld Kanzianiberg GstNr.: 811, 815, 837, 838, 839, 840/12                                   |
| ja    | Datei hochladen | Kath. Filialkirche hl. Margaretha HERIS-ID: 53676 Objekt-ID: 61683                    | bei Mallestiger Platz 3 Standort KG: Mallestig              | Urkundliche Erwähnung erfolgt bereits 1340. Kleine gotische Dorfkirche mitten im Ort. Offene Vorlaube in Schiffbreite mit Schopfwalmdach. Polygonaler Chor. Gemauerter westlicher Glockendachreiter, moderner Spitzgiebelhelm. Rundbogiges Westportal, erneuert. Links davon steinerner Opfertisch. An der äußeren Südwand Wandmalerei heiliger Christophorus, Kreuzigung und Figur heilige Margaretha, um 1480. | BDA-Hist.: Q38057934 Status: § 2a Stand der BDA-Liste: 2025-06-30 Name: Kath. Filialkirche hl. Margaretha GstNr.: .22 Filialkirche hl. Margaretha, Mallestig                       |
| ja    | Datei hochladen | Kath. Pfarrkirche hl. Stefan und Friedhof HERIS-ID: 57685 Objekt-ID: 67948            | St. Stefan, Kirchenplatz Standort KG: St. Stefan            | Urkundlich 1340 und 1385. Gotische Dorfkirche von 1472; Meister Jörg von Klagenfurt. 1996 Innenrestaurierung, in der mutmaßlichen Farbgebung des 18. Jahrhunderts Adaptierung der Nord-Kapelle. Rest. Wiederaufstellung des gotischen Flügelaltars der Filialkirche Sankt Gregor in Goritschach in apsisartiger Nische der Nord-Kapelle. | BDA-Hist.: Q2083168 Status: § 2a Stand der BDA-Liste: 2025-06-30 Name: Kath. Pfarrkirche hl. Stefan und Friedhof GstNr.: 419/2 Pfarrkirche Sankt Stefan (Finkenstein)              |
| ja    | Datei hochladen | Pfarrhof HERIS-ID: 64987 Objekt-ID: 77782                                             | St. Stefan, Marktstraße 23 Standort KG: St. Stefan          | | BDA-Hist.: Q38108871 Status: § 2a Stand der BDA-Liste: 2025-06-30 Name: Pfarrhof GstNr.: 453/6                                                                                     |
| ja    | Datei hochladen | Kriegerdenkmal HERIS-ID: 64995 Objekt-ID: 77801                                       | St. Stefan Standort KG: St. Stefan                          | Das Kriegerdenkmal wurde vom Architekten Truksa und vom Bildhauer H. Wildburger in den 1920er Jahren errichtet. Die Soldatenfigur ruht stehend auf einem Volutenpostament. | BDA-Hist.: Q38108924 Status: § 2a Stand der BDA-Liste: 2025-06-30 Name: Kriegerdenkmal GstNr.: 580                                                                                 |